# Rijksbeschermd gezicht Bloemendaalse Park / Duin en Daal
Gezicht Bloemendaalse Park / Duin en Daal is een van rijkswege beschermd dorpsgezicht in Bloemendaal in de Nederlandse provincie Noord-Holland. De procedure voor aanwijzing werd gestart op 2 februari 1999. Het gebied werd op 20 december 2001 definitief aangewezen. Het beschermd gezicht beslaat een oppervlakte van 96,6 hectare.
Panden die binnen een beschermd gezicht vallen krijgen niet automatisch de status van beschermd monument. Wel zal de gemeente het bestemmingsplan aanpassen om nieuwe ontwikkelingen in het gebied te reguleren. De gezichtsbescherming richt zich op de stedenbouwkundige en cultuurhistorische waardering van een gebied en wil het toekomstig functioneren daarvan veiligstellen.

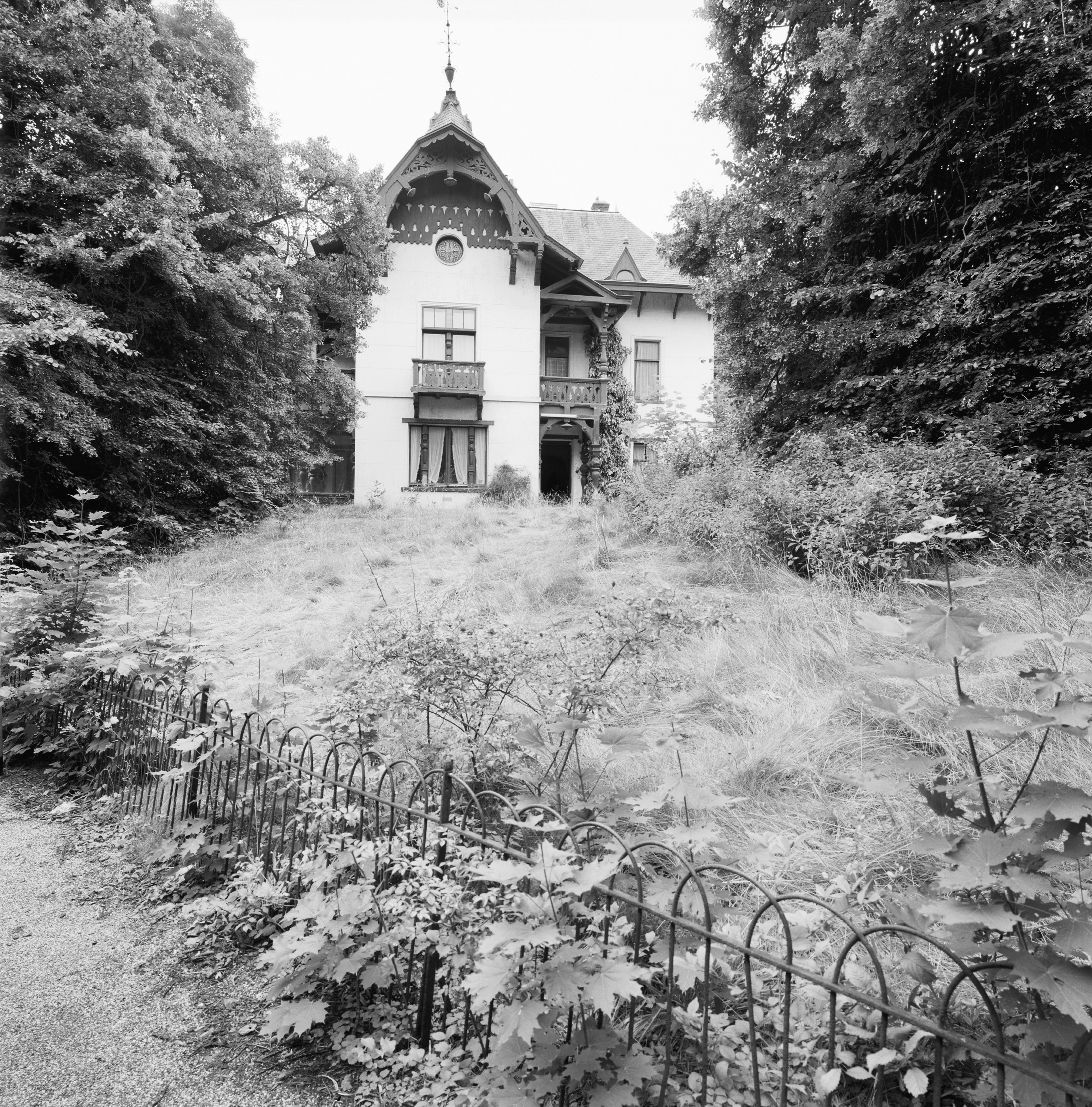
Villa Duin-Ouwe Oudste Villa - Bloemendaalse Park